# Launceston Casino City
Le Launceston Casino City est un ancien club australien de basket-ball basé dans la ville de Launceston. Le club évoluait en National Basketball League entre 1980 et 1983.

## Palmarès
- Vainqueur de la National Basketball League : 1981

## Sources et références
1. ↑  Seuls les principaux titres en compétitions officielles sont indiqués ici.